# Cruzeiro de Santa Marta

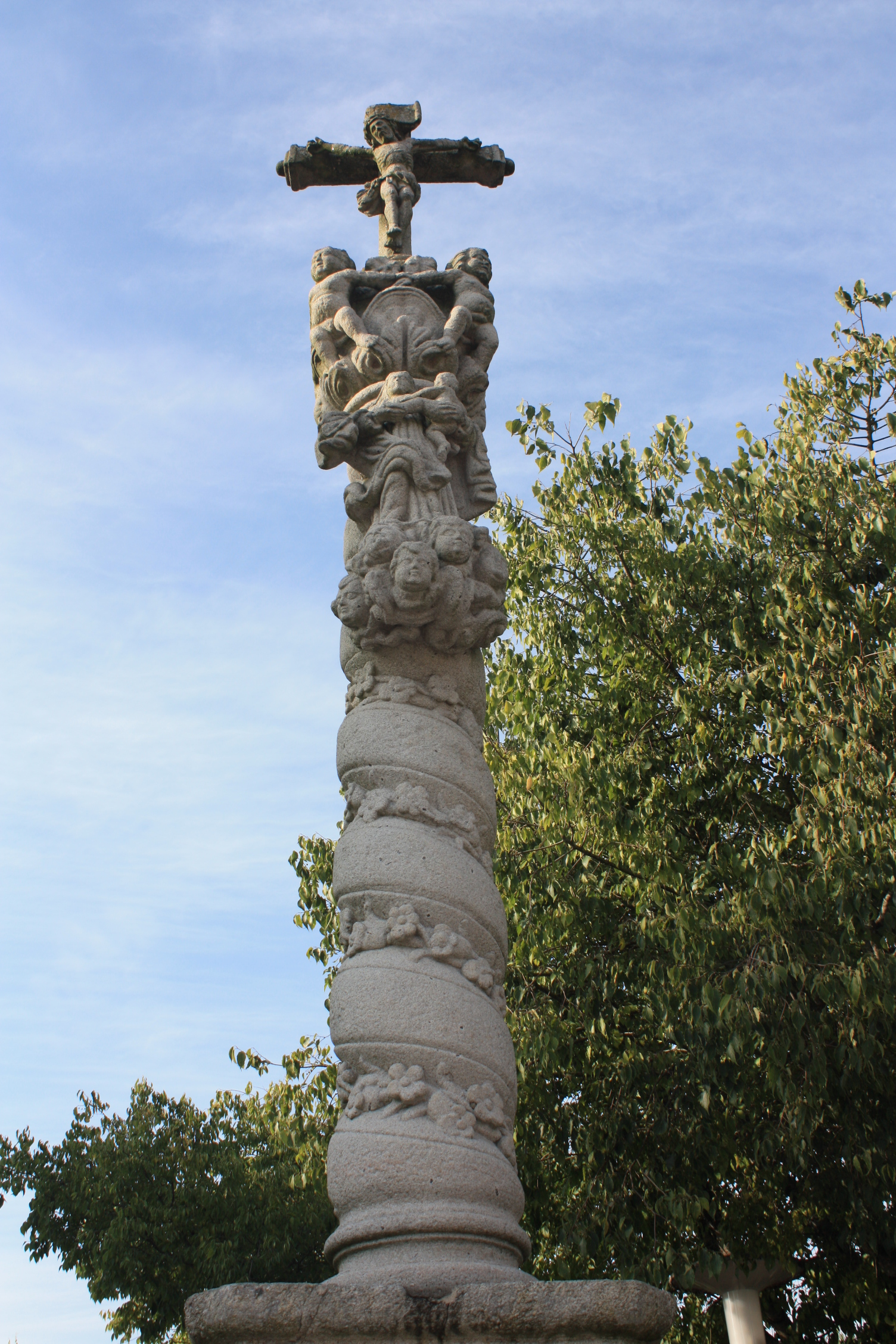
Cruzeiro de Santa Marta

O Cruzeiro de Santa Marta localiza-se na freguesia de Santa Marta de Portuzelo, município de Viana do Castelo, no
distrito homónimo, em Portugal.

## História
Foi erguido no século XVIII, tendo sido benzido em 13 de abril de 1754 pelo então reitor da freguesia, Bento Alves Franco.
Encontra-se classificado como Imóvel de Interesse Público desde 1956.

## Características
Em pedra de granito, o seu soco é formado por seis degraus octogonais escalonados, onde assenta a coluna com base de linhas curvilíneas ornada de grinaldas e folhas entrelaçadas. Apresenta fuste torso com flores nos intervalos e, no topo, sobre mísula, um grupo escultórico representando a Virgem com o Menino. No capitel esculpido destacando-se quatro anjos de mãos dadas. O remate é em cruz latina, com hastes laterais de remate piramidal e a superior com cartela, e com a figura do Cristo esculpida.